# José Pedraza (marciatore)
José Pedraza-Zúñiga, detto El Sargento Pedraza (Rancho La Mojonera, 19 settembre 1937 – Città del Messico, 1º giugno 1998), è stato un marciatore messicano, vincitore di una medaglia d'argento ai Giochi olimpici di Città del Messico 1968 e primo messicano a vincere una medaglia nell'atletica leggera.

## Palmarès
| Anno | Manifestazione      | Sede              | Evento         | Risultato | Prestazione | Note |
| ---- | ------------------- | ----------------- | -------------- | --------- | ----------- | ---- |
| 1966 | Giochi CAC          | San Juan          | Marcia 10000 m | Oro       | 51'32"4     |      |
| 1967 | Campionati CAC      | Xalapa            | Marcia 20 km   | Oro       | 1h46'31"    |      |
| 1967 | Giochi panamericani | Winnipeg          | Marcia 20 km   | Argento   | 1h34'51"    |      |
| 1968 | Giochi olimpici     | Città del Messico | Marcia 20 km   | Argento   | 1h34'00"0   |      |